# Queiriz
Queiriz é uma povoação portuguesa sede da Freguesia de Queiriz do Município de Fornos de Algodres, freguesia com 9,74 km² de área e 227 habitantes (censo de 2021), tendo, por isso, uma densidade populacional de 23,3 hab./km².
Inclui os lugares de Casal do Monte, Aveleiras e Quinta da Barreira.

## História
Fez parte do concelho de Pena Verde e, depois da extinção deste, foi integrada no concelho (atual município) de Fornos de Algodres.

## Demografia
A população registada nos censos foi:
| Distribuição da População por Grupos Etários | Distribuição da População por Grupos Etários | Distribuição da População por Grupos Etários | Distribuição da População por Grupos Etários | Distribuição da População por Grupos Etários |
| -------------------------------------------- | -------------------------------------------- | -------------------------------------------- | -------------------------------------------- | -------------------------------------------- |
| Ano                                          | 0-14 Anos                                    | 15-24 Anos                                   | 25-64 Anos                                   | > 65 Anos                                    |
| 2001                                         | 41                                           | 37                                           | 135                                          | 80                                           |
| 2011                                         | 28                                           | 26                                           | 108                                          | 98                                           |
| 2021                                         | 20                                           | 18                                           | 88                                           | 101                                          |

## Património
- Igreja Matriz de Santa Águeda
- Capela de Santa Apolónia
- Capela da Senhora da Cabeça do Casal do Monte
- Capela do Espírito Santo
- Pelourinho de Casal do Monte
- Fraga da Pena
- Estrada romana de Queiriz